# Кочневская
Кочневская — деревня в Вельском районе Архангельской области. Входит в состав Муниципального образования «Благовещенское».

## География
Деревня расположена в 65 километрах на север от города Вельска , на левом берегу реки Кокшеньга притока Устьи. Ближайшие населённые пункты: на юго-востоке деревня Михалёвская.
Часовой пояс
Кочневская, как и вся Архангельская область, находится в часовой зоне МСК (московское время). Смещение применяемого времени относительно UTC составляет +3:00.

## Население
| 2002 | 2010 | 2012 | 2014 |
| ---- | ---- | ---- | ---- |
| 0    | ↗3   | ↘2   | →2   |

## История
Указана в «Списке населённых мест по сведениям 1859 года» в составе Шенкурского уезда Архангельской губернии под номером «2177» как «Кочневская». Насчитывала 8 дворов, 24 жителя мужского пола и 33 женского.
В «Списке населенных мест Архангельской губернии на 1 мая 1922 года» в деревне уже 15 дворов, 47 мужчин и 43 женщины.
В деревне находилась Богородицерождественская часовня, приписанная к Слободско-Благовещенскому приходу.